# 1291
| 1291               |
| ------------------ |
| Dødsfald - Fødsler |
| • Begivenheder     |

| Gregoriansk kalender | 1291 MCCXCI             |
| Ab urbe condita      | 2044                    |
| Armensk kalender     | 740 ԹՎ ՉԽ               |
| Kinesiske kalender   | 3987 – 3988 庚寅 – 辛卯 |
| Etiopisk kalender    | 1283 – 1284             |
| Jødisk kalender      | 5051 – 5052             |
| Hindukalendere       |                         |
| - Vikram Samvat      | 1346 – 1347             |
| - Shaka Samvat       | 1213 – 1214             |
| - Kali Yuga          | 4392 – 4393             |
| Iransk kalender      | 669 – 670               |
| Islamisk kalender    | 690 – 691               |

Konge i Danmark: Erik 6. Menved 1286-1319
Se også 1291 (tal)

## Begivenheder
- Belejringen af Akko afsluttes med nederlag til korsridderne, og Kongeriget Jerusalem falder
- 1. august - det Schweiziske Edsforbund indgås ifølge traditionen mellem urkantonerne Schwyz, Uri og Unterwalden. Dagen er den schweiziske nationaldag

## Dødsfald
- 15. juli - Rudolf 1. af Tyskland